# City-Pier-City Loop 2011
De 37e editie van de City-Pier-City Loop vond plaats op zondag 13 maart 2011. Het evenement werd gesponsord door ABN-Amro.
De winnaar bij de mannen was de Ethiopiër Lelisa Desisa met een finishtijd van 59.37. Hij had slechts twee seconden voorsprong op zijn landgenoot Azmiraw Bekele, die tweede werd in 59.39. Bij de vrouwen besliste de Keniaanse Filomena Chepchirchir de wedstrijd in haar voordeel in 1:09.06.
Naast een halve marathon waren er ook wedstrijden over de afstanden 10 km en 5 km.

## Uitslagen

### Mannen
| rang   | naam                    | land | tijd    |
| ------ | ----------------------- | ---- | ------- |
| Goud   | Lelisa Desisa           | ETH  | 59.37   |
| Zilver | Azmiraw Bekele          | ETH  | 59.39   |
| Brons  | Peter Kirui             | KEN  | 59.40   |
| 4      | Ayele Abshiro           | ETH  | 59.42   |
| 5      | Lucas Kimeli            | KEN  | 59.44   |
| 6      | James Kwambai           | KEN  | 1:00.01 |
| 7      | Sammy Kitwara           | KEN  | 1:00.26 |
| 8      | Shadrack Kipchirchir    | KEN  | 1:01.02 |
| 9      | Joseph Kiptoo           | KEN  | 1:01.03 |
| 10     | Jairus Chanchima        | KEN  | 1:01.19 |
| 11     | Francis Kosgei          | KEN  | 1:02.00 |
| 12     | Koen Raymaekers         | NED  | 1:02.09 |
| 13     | Patrick Stitzinger      | NED  | 1:03.17 |
| 14     | Joseph Aperumoi         | KEN  | 1:03.39 |
| 15     | Charles Kibet           | KEN  | 1:03.57 |
| 16     | Wilfred Kirwa           | KEN  | 1:03.59 |
| 17     | Michel Butter           | NED  | 1:04.13 |
| 18     | Dereje Gebrehiwot       | ETH  | 1:04.30 |
| 19     | Sammy Kiprono           | KEN  | 1:04.43 |
| 20     | Neil Renault            | ENG  | 1:04.49 |
| 21     | Ronald Schröer          | NED  | 1:04.51 |
| 22     | Asbjorn-Ellefsen Persen | NOR  | 1:05.02 |
| 23     | Rolf Steier             | NOR  | 1:05.43 |
| 24     | Stefan Van Den Broek    | BEL  | 1:05.44 |
| 25     | Oystein Sylta           | NOR  | 1:05.45 |

### Vrouwen
| rang   | naam                       | land | tijd    |
| ------ | -------------------------- | ---- | ------- |
| Goud   | Filomena Chepchirchir      | KEN  | 1:09.06 |
| Zilver | Tsgereda Girma             | ETH  | 1:10.30 |
| Brons  | Joyce Kandie               | KEN  | 1:11.50 |
| 4      | Lisa-Christina Nemec       | CRO  | 1:14.15 |
| 5      | Mariska Kramer             | NED  | 1:14.24 |
| 6      | Kjersti-Karoline Danielsen | NOR  | 1:14.25 |
| 7      | Christina-Bus Holth        | NOR  | 1:14.31 |
| 8      | Lindsay van Marrewijk      | NED  | 1:16.19 |
| 9      | Samantha Amend             | ENG  | 1:17.52 |
| 10     | Inge de Jong               | NED  | 1:18.13 |
| 11     | Helen Sharpe               | NED  | 1:19.40 |
| 12     | Anjolie Engels-Wisse       | NED  | 1:20.35 |
| 13     | Marlies Overbeeke          | NED  | 1:20.46 |
| 14     | Barbara Zutt               | NED  | 1:21.32 |
| 15     | Nynke Beunders             | NED  | 1:21.56 |

1975 ·
1976 ·
1977 ·
1978 ·
1979 ·
1980 ·
1981 ·
1982 ·
1983 ·
1984 ·
1985 ·
1986 ·
1987 ·
1988 ·
1989 ·
1990 ·
1991 ·
1992 ·
1993 ·
1994 ·
1995 ·
1996 ·
1997 ·
1998 ·
1999 ·
2000 ·
2001 ·
2002 ·
2003 ·
2004 ·
2005 ·
2006 ·
2007 ·
2008 ·
2009 ·
2010 ·
2011 ·
2012 ·
2013 ·
2014 ·
2015 ·
2016 ·
2017 ·
2018 ·
2019 (afgelast) ·
2020 ·
2021 (afgelast) ·
2022 ·
2023 ·
2024